# Eupelmus keralicus
Eupelmus keralicus is een vliesvleugelig insect uit de familie Eupelmidae. De wetenschappelijke naam is voor het eerst geldig gepubliceerd in 1998 door Narendran & Anil.